# 関兵精麦
関兵精麦株式会社（せきひょうせいばく）は、宮城県仙台市泉区に所在する不動産会社で、宮城県をはじめ、北海道勇払郡占冠村のスキー場施設「アルファリゾート・トマム」を開発・管理していた会社である。

## 概要
旧制中学を中退後、砂糖問屋勤務を経て独立した創業者である関兵馬が、1926年に米穀餌料の卸や精麦を手掛ける関兵商店を仙台市にて創業。その後、社名を関兵精麦に変更。1942年には蓄えた利益を投じ、宮城郡泉町（現：仙台市泉区）に約9000坪の土地を求め、牧場経営も開始した。
太平洋戦争前、日本人は麦も主食としていたため、関兵精麦は繁栄するが、戦後は一転、精米が食事の主体となったため関兵精麦は徐々に売上不振となった。そこで、兵馬は不動産業への業態転換を決断。農地改革の煽りで土地を失った地主が、カネを得るために放出した山林を安く購入し、ニュータウン「南光台」として分譲を開始した。この間、1955年9月には関兵精麦を法人化した。
こうして、折からの高度経済成長もあり関兵精麦は発展。宅地開発で得た資金を下に海上運送や土木工事、石油販売と様々な子会社を設立。加えて兵馬は、自らが所有していた泉町の山林およそ69万平方メートルを関兵精麦に売却し、史上最高額の所得をたたき出し、1971年の高額所得番付では全国1位にランクインした。
また、兵馬の二男である光策が北海道進出を目論見て、父や長兄の関兵精麦副社長である芳郎を説き伏せ、まず、ホテルアルファを設立。1980年に札幌にホテルアルファ・サッポロ（現：ホテルオークラ札幌）を開業した。加えて、1982年には道内の無人地帯だった占冠村中トマム地区に大規模リゾート「アルファリゾート・トマム（現：星野リゾート トマム）」の開発に着手。その山岳地帯に開業した異彩を放つ巨大なタワーホテル群はバブル期のスキーブームと相まって大きな話題を呼んだ。なお、同リゾートの施設は、6割を関兵精麦が所有、残りの4割を光策が1989年に設立したアルファ・コーポレーション（AC）の所有のもとに運営された。だが、バブル崩壊によって、トマム開発を手掛けるACは、会員権の販売不振で投資回収が困難となり、1998年に経営破綻した。関兵精麦はACに200億円もの債務保証を行っていたため、経営に大きな打撃を被った。
その後、関兵精麦は船舶貸し渡し事業からの撤退や南光台のゴルフ練習場の閉鎖などを進めるが、本業の不動産販売の不振もあり、預託金償還と借入金返済のメドが立たず自力再建を断念。2003年6月16日に東京地裁に民事再生法を申請、保全命令と監督命令を受けた。負債総額は約674億円で、県内では過去最大の規模の倒産となった。翌年3月2日、東京地裁は関兵精麦が提出した再生計画案を認可。以降は仙台市近郊に保有する宅地の販売事業に専念し再建を目指すとした。現在は泉区と富谷市にまたがるニュータウン明石台（あかいしだい）の分譲・販売を主たる事業として営む。

## 沿革

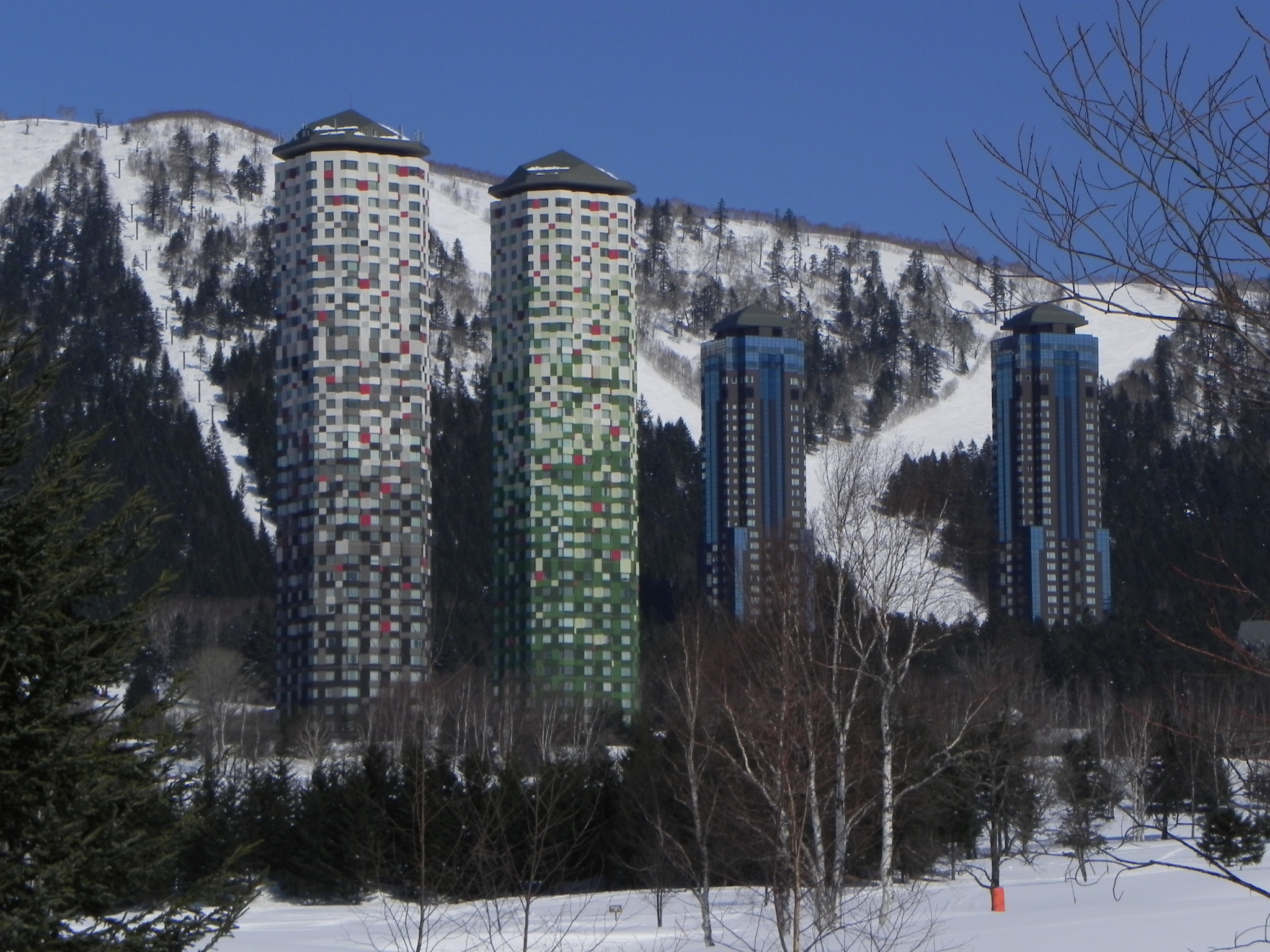
ザ・タワーとガレリア・タワースイートホテル（現在のリゾナーレ トマム）（2011年2月）

- 1926年（大正15年）3月 - 関兵馬が仙台市宮町（現：青葉区宮町5丁目2-2[7]）で精麦業、関兵商店を創業。
- 1955年（昭和30年）9月 - 関兵精麦株式会社として法人化、不動産業開始。
- 1958年（昭和33年）9月 - 泉町南光台の宅地造成を開始。
- 1965年（昭和40年）12月 - 関兵牧場設立。
- 1968年（昭和43年）10月 - 関兵石油設立。
- 1972年（昭和47年）11月 - 札幌営業所開設。
- 1977年（昭和52年）6月 - 東京営業所開設。
- 1980年（昭和55年）4月 - 株式会社ホテルアルファ設立。札幌市に「ホテルアルファ・サッポロ」開業。
- 1982年（昭和57年） - ホテルアルファと占冠村（51%出資）による第三セクター「シムカップ・リゾート開発公社」設立。総合リゾート「アルファリゾート・トマム」の開発に着手。
- 1983年（昭和58年）12月 - ホテルアルファトマム、トマムスキー場開業。
- 1985年（昭和60年）12月 - ザ・ヴィレッジアルファ（リゾートコンドミニアム）竣工。
- 1987年（昭和62年）12月 - ホテルアルファトマム「ザ・タワーI」（会員制ホテル）開業。
- 1988年（昭和63年）8月 - トマムゴルフ場開業。
- 1989年（平成元年）
  - 富谷市明石台を分譲開始。
  - 二男の関光策がアルファ・コーポレーション設立。トマムでの「ヴィラ・スポルト」「ヴィラ・マルシェ」、旭岳でのアルファリゾート旭岳、伊豆半島でのアルファリゾート伊豆などを次々と発案。
  - 12月 - トマム・ザ・タワーII開業。
- 1991年（平成3年）3月 - 創業者の関兵馬が死去、長男の関芳郎が社長就任。
- 1993年（平成5年） - 大林組がアルファリゾート・トマム施設の一部を仮差し押え。
- 1996年（平成8年）8月 - 子会社の関兵重機を解散、関兵馬の四男・関和治が社長就任。
- 1997年（平成9年）9月 - 加森観光にアルファリゾート・トマムの運営を委託。
- 1998年（平成10年）5月 - アルファ・コーポレーションおよびアルファホームが札幌地裁へ自己破産を申請（負債1183億円）。施設は占冠村に譲渡、加森観光が運営を引き継ぐ[注 1]。
- 1999年（平成11年）
  - 3月 - ホテルアルファが破産宣告、負債総額44億円。
  - 9月 - 船舶貸渡事業から撤退。
- 2002年（平成14年）4月 - ホテルアルファサッポロがあおぞら銀行により差し押さえ。
- 2003年（平成15年）6月 - 東京地裁に民事再生法を申請、保全命令を受ける（負債674億円）。
- 2004年（平成16年）3月 - 東京地裁から再生計画案の認可を受ける。星野リゾートが関兵精麦のアルファリゾート・トマム保有分を取得。

## 関連会社
- 関兵牧場 - 競走馬を生産・所有。
- 関兵海運
- 関兵石油 - ガソリンスタンド経営。
- 関兵施設工業 - 株式会社関兵に改称。
- 関兵ハウジング - 現・青葉ホーム。

### 注
1. ↑  2005年に撤退、星野リゾートに運営を譲渡。